# Ferdinand Oppenberg
Ferdinand Oppenberg (* 24. Oktober 1908 in Duisburg; † 7. August 1989 ebenda) war ein deutscher Lyriker und Prosaist.

## Leben
Ferdinand Oppenberg begann mit 17 Jahren, seine ersten Gedichte und Erzählungen in der Duisburger Volkszeitung zu veröffentlichen. Ein Vortrag in der Duisburger Volkshochschule über „Bürgerliche und proletarische Dichtung“ regte ihn 1929 an, sich mit einer neuen Gattung zeitgenössischer Literatur, der Arbeiterdichtung, zu beschäftigen. Seine Begeisterung für die Arbeiterdichter brachte ihm die Freundschaft mit Heinrich Lersch, Max Barthel, Otto Wohlgemuth und besonders mit Christoph Wieprecht (1875–1942) ein, dessen Tochter er 1933 heiratete.
Nach der „Machtergreifung“ der Nationalsozialisten trat er zum 1. Mai 1933 der NSDAP bei (Mitgliedsnummer 3.485.525). Während der Zeit des Nationalsozialismus war Oppenberg Hauptabteilungsleiter für weltanschauliche Schulung bei der Reichsjugendführung. 1935 kam sein chorisches Spiel Hämmer schwingen – Fahnen flattern zur Uraufführung.
Nach 1945 war Oppenberg Verlagsleiter und Herausgeber der Almanache Wald, Wild und Wir sowie Uns ruft der Wald. In der Sowjetischen Besatzungszone und in der Deutschen Demokratischen Republik wurden mehrere seiner Schriften auf die Liste der auszusondernden Literatur gesetzt.
Er widmete seiner Heimatstadt Duisburg 1957 das Buch Grüner Wald ruft graue Stadt, ein Werk über den Duisburger Wald und angrenzendes Waldgebiet.
Oppenbergs Liebe für und seine Sorge um den Niederrhein brachte er in den Bänden Im Flug über den Niederrhein (1964), Am schönen Niederrhein (1968), Landschaften des Niederrheins (1968), Unser Niederrhein farbig (1973) und Anno dazumal am Niederrhein (1980) zum Ausdruck. 1978 erschien eine Auswahl seines Werkes unter dem Titel Bedrohte Zuflucht.
Nach seiner langjährigen Tätigkeit als Leiter des Mercator-Verlags in Duisburg schied er im Rentenalter von 65 Jahren aus dem Berufsleben aus.
Oppenberg war über den Niederrhein hinaus als Schriftsteller, vor allem auch als Naturschützer bekannt geworden. Seine Liebe und somit seine dichterischen und schriftstellerischen Arbeiten gehörten ganz besonders dem Wald. Im Jahre 1947 schloss er sich der Schutzgemeinschaft Deutscher Wald an. In Sammelwerken, Anthologien, Schulbüchern, Zeitschriften, Zeitungen und Heimatkalendern wurden seine Beiträge veröffentlicht und im Rundfunk gesendet.
Diese Waldgedichte versah der Autor mit eigenen Scherenschnitten, wie auch seine Naturbaladen: Gespenster im Moor (1939–1961). 1956 erschien das Märchen Der Baum des Lebens, dass von seinem Namensvetter und Freund, dem niederrheinischen Maler August Oppenberg, illustriert wurde. Oppenberg leitete den Arbeitskreis „Wald in Kunst und Dichtung“ und schrieb ca. 30 Bücher.
Ferdinand Oppenberg starb am 7. August 1989 im Alter von 80 Jahren in Duisburg.

## Gedenken
Im Jahre 1991 erschien auf Veranlassung seines Freundes, des Malers Arthur Schönberg, postum das Bändchen Heimkehr mit einer Auswahl von Prosa und Lyrik. Schönberg versah das kleine Buch mit Federzeichnungen.
Auf dem Grabstein von Ferdinand Oppenberg steht ein Auszug aus einem seiner Gedichte:
Vieles schrieb meine Hand.

Was aber dauert?

Blass auf vergilbtem Papier

schwindet die Schrift,

und alle Siegel im Sand,

die meine Füße treten,

tilgt bald der Wind.

Wo meine Schrift verblasst

und meine Spuren verwehen,

gräbt seine Wurzeln der Baum.

## Werke
- Im Kugelglas der Welt, Duisburg 1931
- Die Großstadt brennt, Duisburg 1933
- Hämmer schwingen – Fahnen flattern, Berlin 1935
- Sirenenton und Sichelklang, Berlin 1935
- Wir bauen Deinen Dom, Berlin 1935
- Wir binden die Garben, Berlin 1935
- Die Saat ging auf, Hamburg 1936
- Der Freiheit altes Lied, Hamburg 1937
- Saat und Ernte, Hamburg 1937
- Schwert und Pflug, Hamburg 1937
- Bunker Deutschland, Stuttgart [u. a.] 1940
- Das ewige Feuer, Berlin 1941
- Kämpfend müssen wir marschieren, Berlin [u. a.] 1943
- Uns ruft der Wald, Rheinhausen 1954
- Wald, Wild und wir, Rheinhausen 1954
- Erst Kleider machen Laune, Rheinhausen-Niederrh. 1955
- Der Baum des Lebens, Rheinhausen 1956
- Grüner Wald ruft graue Stadt, Rheinhausen/Niederrhein 1957
- Das Waldjahr, Rheinhausen/Niederrh. 1959
- Gespenster im Moor, Rheinhausen/Niederrh. [u. a.] 1960
- Im Flug über den Niederrhein, Duisburg 1964 (zusammen mit Albert Kardas)
- Am schönen Niederrhein, Duisburg 1968
- Landschaften des Niederrheins, Duisburg [u. a.] 1968 (zusammen mit Albert Kardas)
- Unser Niederrhein farbig, Duisburg 1973 (zusammen mit Eva Umscheid)
- Der Naturpark Hohe Mark, Duisburg 1974 (zusammen mit Albert Kardas)
- Bedrohte Zuflucht, Duisburg 1978

## Herausgeberschaft
- Heinrich Lersch: Heinrich Lersch, Hamburg 1938
- Deutsche Meisternovellen, Hamburg 1939
- Christoph Wieprecht: Werkgemeinschaft, Potsdam 1939
- Beiträge zur Landes- und Geisteskultur des niederrheinischen Landschaftsraumes, Krefeld 1961
- Anno dazumal am Niederrhein, Moers 1980